# سائل غسيل الزجاج الأمامي

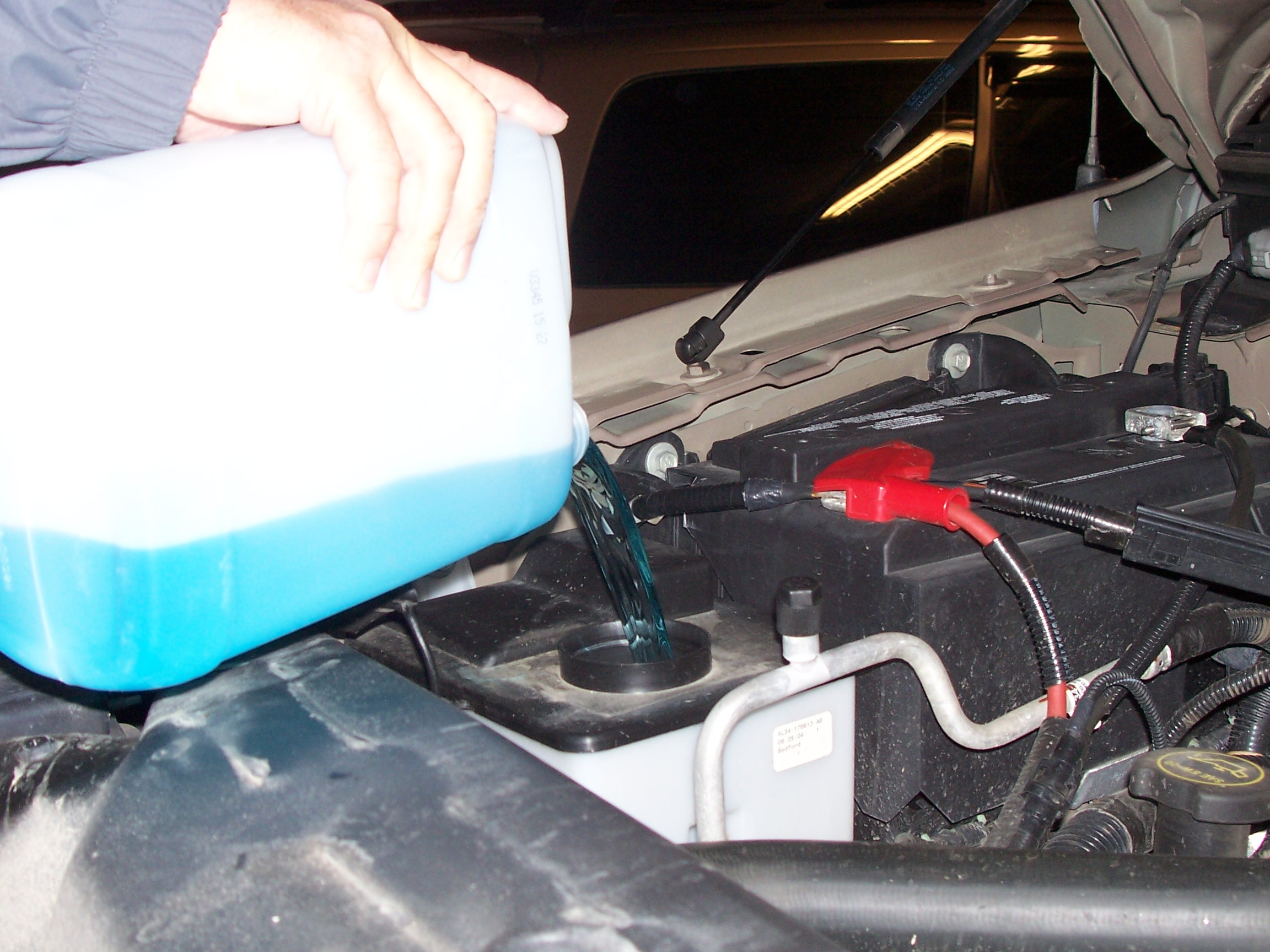
سائل غسيل الزجاج الأمامي يُسكب في خزان تخزين السيارة

سائل غسيل الزجاج الأمامي (يسمى أيضًا سائل ممسحة الزجاج الأمامي، أو سائل المساحات) هو سائل مُخصص للسيارات يتم استخدامه في تنظيف الزجاج الأمامي باستخدام ماسحة الزجاج الأمامي أثناء قيادة السيارة.
يمكن تشغيل عنصر تحكم داخل السيارة لرش سائل الغسالة على الزجاج الأمامي، عادةً باستخدام مضخة كهربائية عبر نفاثات مركبة إما تحت الزجاج الأمامي أو تحت شفرة المساحات. يتم تشغيل ماسحات الزجاج الأمامي تلقائيًا، وتنظيف الأوساخ والحطام من الزجاج الأمامي. تستخدم بعض المركبات نفس الطريقة لتنظيف النافذة الخلفية أو المصابيح الأمامية. كانت أول وحدة تنظيف للزجاج الأمامي للسيارات في عام 1936، كخيار ما بعد البيع ليتم تثبيته على السيارات بعد شرائها.